# Station Częstochowa Towarowa
Station Częstochowa Towarowa is een spoorwegstation in de Poolse plaats Częstochowa.